# DelNS1-2019-nCoV-RBD-OPT
DelNS1-2019-nCoV-RBD-OPT, інша назва DelNS1-nCoV-RBD LAIV — кандидат на вакцину проти COVID-19, який розробляється китайською компанією «Beijing Wantai Biological».

## Клінічне дослідження
Клінічне дослідження кандидата на вакцину проти COVID-19 «DelNS1-2019-nCoV-RBD-OPT» розпочалося 29 березня 2021 року. Це дослідження є рандомізованим, подвійним сліпим, плацебо-контрольованим дослідженням І фази з підвищенням та наростанням дози для оцінки безпеки та імуногенності вакцини у здорових дорослих осіб. У ньому беруть участь 115 добровольців. Орієнтовною датою завершення дослідження є вересень 2022 року.